# Sclerosperma protoprofizianum
Sclerosperma protoprofizianum (лат.) — вид вымерших пальм, росших на территории современной Эфиопии во времена верхнего олигоцена (около 28—27 млн лет назад).

## Этимология
Видовой эпитет ссылается на сходство с современной Sclerosperma profizianum.

## История изучения
Ископаемые остатки были обнаружены в верхнеолигоценовых отложениях реки Гуан, Чилга, северо-запад Эфиопии. В 2018 году Фриджер Гримссон, Бонни Ф. Якобс, Йохан Л С. Х., Ван Валкенбург, Ян Ж. Виринга, Александрос Хафис, Нил Табор, Аарон Д. Пан и Рейнхард Зеттер описали вид по голотипу IPUW 7513/227. Также при описании использовались паратипы IPUW 7513/228 и IPUW 7513/229.
Вместе со Sclerosperma protoprofizianum была описана Sclerosperma protomannii.

## Описание
Пыльца гетерополярная, контур прямо-треугольный в полярном виде, бобовидный в экваториальном виде (выпуклая дистальная сторона против вогнутой проксимальной стороны); экваториальный диаметр — 23—35 мкм в LM, 21—29 мкм в SEM; полярная ось достигает 9—12 мкм в LM. Свободно стоящие колумеллы редкие.
Имеет сходства с современной Sclerosperma profizianum.

## Систематика
Внешний вид ископаемой пыльцы чётко даёт понять, что вид относится к роду Склеросперма из подсемейства Арековые.